# Ukraiński Uniwersytet Państwowy w Kamieńcu Podolskim
Ukraiński Uniwersytet Państwowy w Kamieńcu Podolskim (KPDUU) – ukraiński uniwersytet działający w latach 1918–1921 w Kamieńcu Podolskim. Obecnie funkcjonuje jako Narodowy Uniwersytet im. Iwana Ohijenki w Kamieńcu Podolskim.
Twórcą i rektorem Uniwersytetu był Iwan Ohijenko. Otwarcie uczelni nastąpiło 22 października (lub 23 października)  1918. 9 stycznia 1921 Rada Naukowa Uniwersytetu przeorganizowała go w Akademię Wiedzy Teoretycznej, a 2 lutego 1921 - w Instytut Nauk Teoretycznych, składający się z instytutów: matematyczno-fizycznego, humanistycznego i rolniczego.
Znanymi wykładowcami Uniwersytetu byli: Dmytro Doroszenko, Mychajło Draj-Chmara i Juchym Sicinśkyj.